# ألفونس بينو
ألفونس بينو (بالفرنسية: Alphonse Pénaud)‏ وهو رائد فرنسي في تصميم الطيران و الهندسة، ولد في يوم 31 مايو 1850 في مدينة باريس عاصمة فرنسا وهو مخترع قوة المطاط في الطيران الحديث، وفي سنة 1871 اخترع طائرة سماها بلانوفور، وقد كانت أول طائرة تنجح في في الاستقامة في الطيران أوتوماتيكياً، وتوفي بينو في سنة 1880.

## روابط خارجية
- ألفونس بينو على موقع الموسوعة البريطانية (الإنجليزية)